# Mega (Indonésie)
Pour les articles homonymes, voir Mega.
Mega est une île frontalière d'Indonésie située dans l'océan Indien, au large du littoral sud-ouest de Sumatra.

Administrativement, elle fait partie du kabupaten de Bengkulu du Nord dans la province de Bengkulu.